# Al Freeman Jr.
Albert Cornelius Freeman Jr. (San Antonio, 21 marzo 1934 – Washington, 9 agosto 2012) è stato un attore, sceneggiatore e regista statunitense.
Ha interpretato 43 film, tra cui Malcolm X, diretto da Spike Lee nel 1992, dove interpretò il ruolo di Elijah Muhammad.

## Filmografia parziale

### Attore

#### Cinema
- Asfalto selvaggio (This Rebel Breed), regia di Richard L. Bare e William Rowland (1960)
- Una nave tutta matta (Ensign Pulver), regia di Joshua Logan (1964)
- Black Like Me, regia di Carl Lerner (1964)
- Intolleranza: il treno fantasma (Dutchman), regia di Anthony Harvey (1967)
- Inchiesta pericolosa (The Detective), regia di Gordon Douglas (1968)
- Sulle ali dell'arcobaleno (Finian's Rainbow), regia di Francis Ford Coppola (1968)
- L'uomo perduto (The Lost Man), regia di Robert Alan Aurthur (1969)
- Ardenne '44, un inferno (Castle Keep), regia di Sydney Pollack (1969)
- Malcolm X, regia di Spike Lee (1992)
- Down in the Delta, regia di Maya Angelou (1998)

#### Televisione
- June Allyson Show (The DuPont Show with June Allyson) – serie TV, episodio 2x03 (1960)
- Una vita da vivere (One Life to Live) – soap opera, 239 puntate (1972-1988)
- Kojak – serie TV, episodio 4x05 (1976)
- Il ritorno di Perry Mason (Perry Mason Returns), regia di Ron Satlof – film TV (1985)
- Corte marziale - Death Sentence (Assault at West Point: The Court-Martial of Johnson Whittaker), regia di Harry Moses – film TV (1994)
- Law & Order - I due volti della giustizia (Law & Order) – serie TV, 2 episodi (2004)

### Regista
- Una vita da vivere (One Life to Live) - serie TV (1968)
- A Fable (1971)